# Blechnum pteropus
Blechnum pteropus là một loài dương xỉ trong họ Blechnaceae. Loài này được Kunze Mett. mô tả khoa học đầu tiên năm 1856.